# UFC on Fox: Henderson vs. Diaz
UFC on Fox: Henderson vs. Diaz è stato un evento di arti marziali miste organizzato dalla Ultimate Fighting Championship che si è tenuto l'8 dicembre 2012 alla KeyArena di Seattle, Stati Uniti.

## Retroscena
A causa della cancellazione dell'evento UFC 151: Jones vs. Henderson gli incontri Means-Trujillo, Cruickshank-Martinez e Siver-Yagin vennero spostati in questo evento.
Eddie Yagin non poté essere dell'incontro a causa di un infortunio in allenamento e venne sostituito da Nam Phan nella sfida contro Dennis Siver.
Stessa sorte toccò a Tim Means che invece s'infortunò il giorno prima dell'incontro in sauna e venne rimpiazzato con Marcus LeVesseur nell'accogliere il nuovo arrivo Abel Trujillo; oltretutto LeVesseur avrebbe dovuto comunque lottare in questo evento sostituendo l'indisponibile Rafaello Oliveira nel match contro Michael Chiesa, ma anche quest'ultimo non poté prendere parte all'evento.
Mike Easton avrebbe dovuto affrontare T.J. Dillashaw, il quale venne escluso dalla card e sostituito con Bryan Caraway; anche quest'ultimo dovette rinunciare causa infortunio e a due settimane dall'incontro Raphael Assunção accettò di prendervi parte.
Yves Edwards doveva vedersela con John Cholish, il quale diede forfait causa infortunio e venne sostituito con Jeremy Stephens: il match tra Edwards e Stephens era già stato programmato in passato per l'evento UFC on FX: Browne vs. Bigfoot, ma quella volta Stephens venne arrestato dalla polizia e la sfida saltò.
La serata prevedeva anche l'incontro di pesi massimi tra Brendan Schaub e Lavar Johnson, ma quest'ultimo s'infortunò e il match saltò definitivamente.

## Risultati

### Card preliminare
- Incontro categoria Pesi Gallo:  Scott Jorgensen contro  John Albert

Jorgensen sconfisse Albert per sottomissione (strangolamento da dietro) a 4:59 del primo round.
- Incontro categoria Pesi Piuma:  Dennis Siver contro  Nam Phan

Siver sconfisse Phan per decisione unanime (30-26, 30-25, 30-24).
- Incontro categoria Pesi Leggeri:  Marcus LeVesseur contro  Abel Trujillo

Trujillo sconfisse LeVesseur per KO Tecnico (ginocchiate al corpo) a 3:56 del secondo round.
- Incontro categoria Pesi Leggeri:  Daron Cruickshank contro  Henry Martinez

Cruickshank sconfisse Martinez per KO (calcio alla testa) a 2:57 del secondo round.
- Incontro categoria Pesi Leggeri:  Ramsey Nijem contro  Joe Proctor

Nijem sconfisse Proctor per decisione unanime (30-27, 29-28, 29-28).
- Incontro categoria Pesi Gallo:  Mike Easton contro  Raphael Assunção

Assunção sconfisse Easton per decisione unanime (29-28, 30-27, 30-27).
- Incontro categoria Pesi Leggeri:  Jeremy Stephens contro  Yves Edwards

Edwards sconfisse Stephens per KO (pugni e gomitate) a 1:55 del primo round.

### Card principale
- Incontro categoria Pesi Welter:  Matt Brown contro  Mike Swick

Brown sconfisse Swick per KO (pugni) a 2:31 del secondo round.
- Incontro categoria Pesi Welter:  Rory MacDonald contro  B.J. Penn

MacDonald sconfisse Penn per decisione unanime (30-26, 30-26, 30-27).
- Incontro categoria Pesi Mediomassimi:  Mauricio Rua contro  Alexander Gustafsson

Gustafsson sconfisse Rua per decisione unanime (30-27, 30-27, 30-26).
- Incontro per il titolo dei Pesi Leggeri:  Benson Henderson (c) contro  Nate Diaz

Henderson sconfisse Diaz per decisione unanime (50-43, 50-45, 50-45) e mantenne il titolo dei pesi leggeri.

## Premi
I seguenti lottatori sono stati premiati con un bonus di 65.000 dollari:
- Fight of the Night:  Scott Jorgensen contro  John Albert
- Knockout of the Night:  Yves Edwards
- Submission of the Night:  Scott Jorgensen